# هوورت
هوورت (به آلمانی: Hoort) یک شهر در آلمان است که در لودویگسلوست-پارشیم واقع شده‌است. هوورت ۶۱۸ نفر جمعیت دارد.